# اينزو موسر
اينزو موسر (بالإيطالية: Enzo Moser)‏ هو دراج إيطالي، ولد في 5 نوفمبر 1940 في جيفو ‏ في إيطاليا، وتوفي بنفس المكان في 25 يوليو 2008.

## وصلات خارجية
- اينزو موسر على موقع أرشيف الدراجات (الإنجليزية)
- اينزو موسر على موقع إحصائيات الدراجات الإحترافية (الإنجليزية)
- اينزو موسر على موقع CycleBase (الإنجليزية)